# Apostoliska nuntiaturen i Sverige
Apostoliska nuntiaturen i Sverige är en apostolisk nuntiatur tillika Heliga stolens (Vatikanstatens) beskickning i Sverige samt för Danmark, Finland, Island och Norge. Nuvarande apostolisk nuntie (med samma rang som en ambassadör) är Monsignor Julio Murat, ärkebiskop av Orange. Tills 2002 var nuntiaturen belägen i Vedbæk utanför Köpenhamn men är nu belägen i Djursholm utanför Stockholm.

## Beskickningschefer
| Namn                 | Period    | Funktion |
| -------------------- | --------- | -------- |
| Piero Biggio         | 1999–2004 | Nuntie   |
| Giovanni Tonucci     | 2005–2007 | Nuntie   |
| Emil Paul Tscherrig  | 2008–2012 | Nuntie   |
| Henryk Józef Nowacki | 2012–2017 | Nuntie   |
| James Patrick Green  | 2017–2022 | Nuntie   |
| Julio Murat          | 2022-     | Nuntie   |